# Burg Vildštejn (Skalná)
Die Burg Vildštejn (deutsch Wildstein) in Skalná in Tschechien wurde gegen Ende des 12. Jahrhunderts vom Adelsgeschlecht Notthafft gegründet. Ihre erste schriftliche Erwähnung datiert ins Jahr 1224. Ihren Namen verdankt die Höhenburg wohl ihrer einstigen topographischen Lage am Rand eines besiedelten Gebietes.

## Baugeschichte
Die Burg ist eine Kombination aus Höhen- und Wasserburg. Sie steht auf einem aus dem Tal des Soosbaches ( Sázek) ragenden Felsen. Der Bach konnte früher angestaut werden, so dass die Kernburg ringsum von Wasser umgeben war. Die ältesten Bauteile der Burg – das Portal zur Vorburg, ein Teil der Ringmauer, der das Tor zur Kernburg flankierende Bergfried und die zwei Geschosse umfassende Kapelle – sind der Romanik zuzuordnen. Spätestens im 14. Jahrhundert erfolgte der Bau eines im Erdgeschoss mit mächtigen Gurtbögen unterstützten und auf zwei Mittelpfeilern ruhenden Kreuzgewölbes. Dieser gotische Bau schließt sich westlich an die romanische Kapelle, durch deren Apsis wohl seit dem 17. Jahrhundert der Zugang zur Kernburg gebrochen ist, an. Ein dem gotischen Gewölbe im Süden benachbarter Raum mit auf einer Mittelsäule ruhenden Stichkappengewölben mit Gurtbögen, wurde wohl erst im 17. Jahrhundert im Zuge einer Aufstockung des gesamten Gebäudes eingewölbt. Die beiden Obergeschosse waren mit Balkeneinschubdecken versehen, von denen sich bis 1993 im Wesentlichen nur noch die Unterzugbalken erhalten hatten. Nach deren Profilierung zu urteilen, wurden die Balkendecken im 17. Jahrhundert eingezogen.
Östlich der Kernburg, von dieser durch einen wohl seit dem 17. Jahrhundert überwölbten Halsgraben abgetrennt, liegt die Vorburg. Auch wenn das nach alten Abbildungen mit einem Mansarddach rekonstruierte Gebäude, auch aufgrund der Fensterformen einen barocken Eindruck macht, so verrät doch ein Blick ins Erdgeschoss, des bereits ruinös gewesenen Gebäudes, seinen mittelalterlichen Ursprung. Der torturmartige Torbau der Vorburg besitzt sogar ein romanisches Portal.

## Besitzer

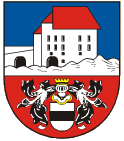
Altes Wappen von Skalná (deutsch: Wildstein, tschechisch bis 1950: Vildštejn) mit einer Ansicht der Burg

Der Name des heute tschechisch Skalná genannten Ortes Wildstein taucht erstmals in einem in die Zeit um 1224 zu datierenden Verzeichnis der durch Herzog Leopold VI. von Österreich dem Kloster Waldsassen geschenkten Einkünfte auf. Diese mussten durch das Kloster erst aus dem Besitz Dritter erworben werden. Darunter befand sich auch ein sechs Talente ertragender Zehnt in Tirschenreuth, Großklenau und Swaichoven, der um 69 Mark aus den Händen eines Geroldi de Wiltstein gelöst wurde. Da sich in der Familiengeschichte der Notthafft kein Spross mit dem Namen Gerold nachweisen lässt, tritt das Geschlecht erst ein Jahr später, am 25. April 1225 mit einem als Urkundenzeugen auftretenden Albertus Nothaft de Wiltstein in Beziehung zu seiner Stammburg. Die Burg war im Bereich einiger, vielleicht schon um die Jahrtausendwende angelegter Siedlungen („Babenberger Zehnte“), am nördlichen Rand eines bis dahin kaum besiedelten Sumpfgebietes (Soos) gegründet worden und diente den Nothaften als Basis für ihre Kulturarbeit im Raum zwischen Scheibenbach und Eger, dem heutigen Cheb. Die zentrale Funktion Wildsteins für die nächste Umgebung drückt sich auch darin aus, dass hier noch im 13. Jahrhundert eine Pfarrei errichtet wurde.
1298 veräußerte Engelhard II. Nothaft die Burg Wildstein an seinen Schwiegersohn, den aus dem vogtländischen Mechelgrün stammenden Jan Rabe. Dessen Nachkommen blieben 1388 im Besitz von Wildstein. Zu Beginn des 15. Jahrhunderts erscheint die Burg in den Händen der Egerer Patrizierfamilie Frankengrüner. Von 1439 bis 1521 saßen dann die ebenfalls aus dem Egerer Patriziat stammenden Gumerauer auf Wildstein, dann ging die Herrschaft an die mit den Gumerauern verwandten Grafen Schlick über. Bereits 1531 veräußerte Albrecht Schlick das Gut an aus Franken stammenden Wolf Adam von Wirsperg. Dieser teilte die Gutsherrschaft Wildstein in einen „oberen“ und einen „unteren“ Anteil. 1596 verkauften dessen Nachkommen Wildstein an den aus Fuchsmühl in der Oberpfalz stammenden Hans Andreas von Trautenberg. Die Trautenberger blieben nun bis zum Ende des 18. Jahrhunderts die Herrn auf Wildstein. 1799 erwarb Georg Johann Wilhelm, der Besitzer des benachbarten Gutes Altenteich, das Gut Oberwildstein mit dem alten Burggebäude. Sein Sohn Georg Oswald Wilhelm kaufte später auch Unterwildstein hinzu. 1884 verkauften Alfred und Karl Wilhelm v. Helmfeld das Gut Wildstein an den Grafen Engelhard v. Wolkenstein-Trostburg, dessen Nachkommen bis 1945 auf Wildstein saßen.

## Heutiger Zustand
Nach dem Ende des Zweiten Weltkrieges wurde die Burg verstaatlicht und verfiel. Seit 2000 ist sie wieder im Privatbesitz. Umfassende Rekonstruktionsarbeiten wurden gestartet. Das älteste erhaltene Gebäude der Burg ist die romanische Kapelle.
Im Jahre 2001 wurde erstmals der Zugang für die Öffentlichkeit ermöglicht. Das Burgmuseum und die Burggalerie sind eintrittsfrei zu besichtigen. Für Kinder gibt es einen Streichelzoo mit großen Haus- und Wildtieren. Die Burg verfügt über einen Restaurantbetrieb, der verschiedene Rittermenüs anbietet. Gasträume sind der kleine und große Rittersaal im historistsch-gotischen Stil.

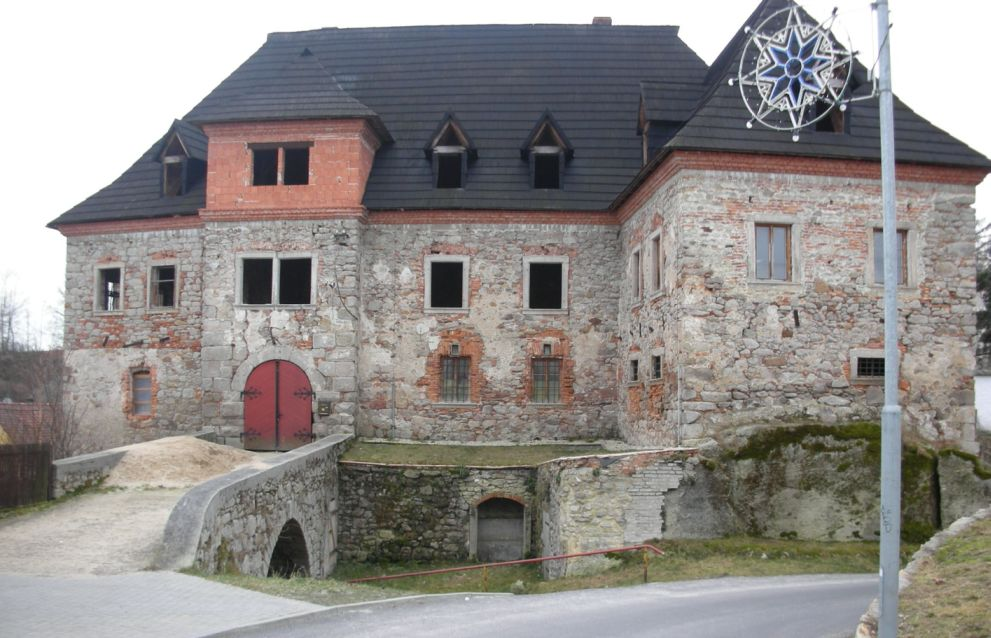
Vorderansicht der Burg Wildstein
Verteidigungsgraben
Heutiger Zugang
Großes Hintergebäude
Teil des Innenhofes
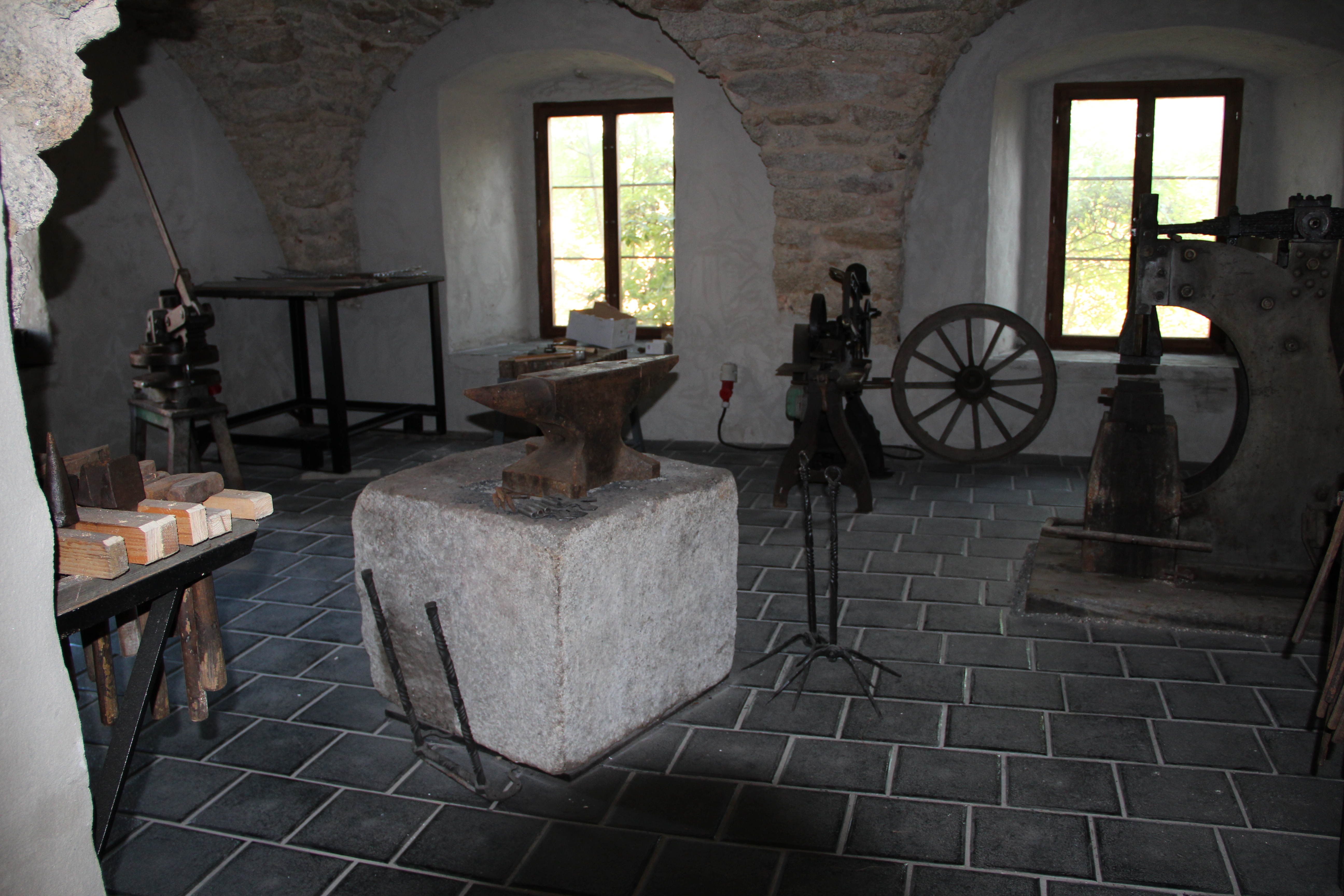
Museum in der Burganlage